# アレックス (時計じかけのオレンジ)
アレックス（Alex）は、アンソニー・バージェスの小説『時計じかけのオレンジ』、およびスタンリー・キューブリックの同名の映画化作品に登場する架空の人物で、マルコム・マクダウェルが演じている。本編ではアレックスの姓は明かされていない。映画では、キューブリックによって「デラージ（DeLarge）」と命名された。これは小説でアレックスが自らを「The Large」と称していたことにちなむ。映画の後半で、2つの新聞記事が彼の名前を「Alex Burgess」と記載しているが、これはアンソニー・バージェスのもじりである。ブラッド・メイズが演出を手掛けたARK Theatre Companyの舞台作品『A Clockwork Orange』ではヴァネッサ・クレア・スミスがアレックスを演じた。

## 概要
アレックスは小説『時計じかけのオレンジ』の語り手である。ソシオパスとして描かれており、自身が楽しむために無辜の人々に対して強姦、暴行、強盗などの犯罪を行う。 彼は頭では一連の行動が道徳的に誤っていることを理解しており、「"you can't have a society with everybody behaving in my manner of the night"（誰もが俺の夜のマナーに従って行動する社会はあり得ない。）」と発言している。にもかかわらず、彼や彼のような者たちを更生させようとする人々の意欲に当惑していると公言し、自分たちを改善したいという彼らの願望を決して阻害しないという意思を表明した。
彼は作者のアンソニー・バージェスが生み出した10代のスラングであるナッドサットを用いる。彼が好む飲み物はさまざまな薬物を混ぜた牛乳で、彼と仲間のギャングたち（droogs）は、「ultraviolence（超暴力）」に備えて自身を強くするために飲んでいる。アレックスはヨーロッパのクラシック音楽を非常に好んでいる。特にルートヴィヒ・ヴァン・ベートーヴェンがお気に入りで、「"Ludwig Van"（ルートヴィヒ・ヴァン）」と呼んでおり、この音楽を聴きながら、彼はレイプ、拷問、虐殺の暴虐の限りを空想する。アレックスのお気に入りの近接武器は「"cut-throat britva"（直刃カミソリ）」である。

## 略歴
アレックスはディストピアと化したイングランドのアパートの一室で両親と暮らしており、彼が掲げる「超暴力（ultraviolence）」が一般的となっていた。彼は15歳で、すでに国の改革機関のベテランである。 映画では、彼はいくつか歳を取っている。昼は学校をサボって音楽を聴き、夜は"droogs"のジョージ、ピート、ディムとともに近隣住民を恐怖に陥れている。ギャングの中では最年少だが、最も知的で、自らをリーダー格としている。ジョージはアレックスの尊大な態度に憤慨し、他のメンバーとともに彼を陥れようと画策し始める。ある夜、ギャングを率いて女性の家に押し入り、アレックスは陰茎と睾丸の彫刻（小説ではベートーベンの胸像）を彼女の顔に突き刺して殺害する。警察のサイレンを聞いたアレックスが家から逃げ出すと、ディムは牛乳瓶（小説では彼の本の鎖）で彼を殴り、一味は彼を逮捕させるために置き去りにする。アレックスは殺人罪で有罪となり、懲役14年の判決を下された。
それから2年間、アレックスは模範囚として、聖書を学ぶことで刑務所のチャプレンに気に入られようとした。特に旧約聖書の拷問と殺人を描いた箇所を気に入っている。やがて刑務所職員は、犯罪衝動を消すための実験的治療法である「ルドヴィコ療法（Ludovico Technique）」を彼に勧める。治療中、刑務所の医師たちは彼に吐き気を催す薬を注射し、殺人、拷問、レイプの描写が含まれた映画を何本か見させた。暴力的な思考や感情を病気と関連付けるための古典的条件づけの治療を受け、アレックスはナチスによる戦争犯罪の映像を、彼の好きな音楽の1つであるベートーヴェンの交響曲第9番に合わせて視聴することで特に影響を受けた。結果、曲を聴くたびに気分が悪化するようになった。
恩赦により、彼は釈放される。しかし社会復帰した途端、治療があまりにも効果的だったことに気づく。暴力的な想像をすると、彼は苦痛で膝をつき、無防備な状態になった。両親は彼の部屋を貸し出し、アレックスは彼の被害者たちから残忍な仕打ちを受け、警察官となったジョージ（小説ではビリー・ボーイ（Billy Boy））とディムから暴行を受けた。
彼は、政府から「破壊的（"subversive"）」と認定された作家が所有する古い家の前で倒れる。作家はギャングの被害者の1人だが、アレックスと仲間たちが作家を殴り、彼の妻（後に肺炎で死亡）を輪姦した際にアレックスがマスクを着用していたため彼を認識していなかった。アレックスが自分の窮状を打ち明けると、作家は彼を助けると約束する。しかし作家は、アレックスが妻をレイプしたときに歌った「雨に唄えば」を歌っていたため、アレックスの正体に気づく（小説では、アレックスの声と話し方に聞き覚えがあったため気づいた）。彼はアレックスに薬を飲ませ、交響曲第九番を聴かせるが、アレックスはあまりの苦痛から窓から飛び降り自殺を図る。
一命は取り留めたものの、重傷を負い、州立病院で目を覚ます。両親はアレックスを連れ戻し、悪評に目を付けた政府はアレックスに彼の生来の暴力的傾向を国家の敵に対して向けることができる高給の仕事を与える。ルドヴィコ療法の効果が切れ、アレックスは以前の超暴力的な性格に戻り、「"I was cured, all right"（俺は治ったんだ）」と述べた。
映画はここで終了するが、小説には、アレックスが数歳年を取り、ソシオパスから脱却した章が追加されている。新生droogsが犯罪を重ねる一方で、アレックスは暴力に関心を失ったため、犯罪から足を洗った。コーヒーショップでピートと偶然出会い、彼が結婚したことを知ったアレックスは、家庭を持つことを考え始めるが、自分の子供たちが彼の暴力的な傾向を受け継ぐのではないかと懸念していた。

## 批評
アメリカ映画協会はアレックスをアメリカ映画100年のヒーローと悪役ベスト100の悪役TOP50のうち12位にランクインさせ、エンパイアは史上42番目に偉大な映画キャラクターに選出し、ウィザードは史上36番目に偉大な悪役と評価した。マルコム・マクダウェルの演技は批評家から広く絶賛されている。マクダウェルはゴールデングローブ賞 映画部門 主演男優賞 (ドラマ部門)にノミネートされたが、アカデミー主演男優賞のノミネートを逃したことを不当だと考える者もいた。2008年、マクダウェルの演技はプレミアの「"100 Greatest Performances of All Time."（史上最高の演技100選）」で100位にランクインした。
2004年、ヴァネッサ・クレア・スミスは舞台『A Clockwork Orange』での性別を超えた演技が評価され、LAウィークリーのLeading Female Performance賞を受賞した。